# Прапор Фламандського Брабанту
Прапор провінції Фламандський Брабант прийнятий 17 січня 1995 року і затверджений 16 квітня 1996 року. На чорному полі зображений жовтий лев з червоним язиком і кігтями. Прапор висить на всіх офіційних будівлях провінції. Лев заснований на брабантському леві Брабантське герцогство, а також на кольорах бельгійського прапора.

У центрі лева — серцевий щит, зображений у поєднанні кольорів червоно-біло-червоний. Це офіційні кольори Левена, столиці провінції, і в цьому порядку кольорів вони представлені на прапорі Левена та гербі Левена. Згідно з легендою, це поєднання кольорів відноситься до битви з вікінгами в 891 році. Тоді Арнульф Каринтійський завдав нищівної поразки вікінгам. Кажуть, під час битви пролилося стільки крові, що два береги Дейле стали червоними (дві червоні смуги), між якими текла річка (біла смуга). Насправді прапор Левена має кольори Нижньої Лотарингії і, мабуть, не старше XIII століття.

Герб Брабантського герцогства
Прапор Брабантського герцогства
Прапор Брабантського герцогстваПрапор Брабантського герцогства
Прапор Левена
Герб Левена
Прапор губернатора Фламандського БрабантуПрапор губернатора Фламандського Брабанту